# Elsa Widding
Elsa Britt Madeleine Olefjord Widding, född 24 januari 1968 i Biskopsgårdens församling i Göteborg, är en svensk politiker, väg- och vattenbyggnadsingenjör och energianalytiker.
Widding anser i en bok utgiven 2022 att det saknas vetenskapligt stöd för att det råder en klimatkris och att en tro på en "brinnande klimatkris" kan få oönskade konsekvenser. Denna inställning har i många sammanhang beskrivits som att hon är en klimatskeptiker.
I valet 2022 valdes hon in som riksdagsledamot för Sverigedemokraterna. Hon lämnade partiet den 1 maj 2023 men behöll sin plats i riksdagen som politisk vilde.

## Biografi
Widding påbörjade studier vid Chalmers tekniska högskola 1988 och avlade 1996 civilingenjörsexamen i väg- och vattenbyggnad. Mellan 1996 och 2005 arbetade hon inom energibranschen, först på norska Statkraft och 1999–2005 inom Vattenfall. År 2005 gick hon på INSEAD Business School och arbetade sedan på Bure Equity fram till 2007. Mellan 2008 och 2010 arbetade hon på Näringsdepartementet och var bolagsansvarig analytiker för de statliga bolagen Vattenfall, SJ och Green Cargo. Åren 2010–2013 var hon chef för elnätsreglering på Fortum. Hon är sedan 2014 konsult i eget företag.
Hon har blivit känd för att ha kritiserat Vattenfalls köp av Nuon 2009 samt senare den forcerade utförsäljningen av tysk kolkraft, och utsågs 2014 till "Sveriges bråkigaste kvinna" av affärsmagasinet Passion for business.

### Nuon-affären, Vattenfalls engagemang i kolkraft och svensk elförsörjning
I februari 2009 genomfördes den så kallade Nuon-affären, där Vattenfall köpte det holländska energibolaget Nuon för drygt 97 miljarder kronor, den största kontantuppgörelsen i Sverige någonsin. Efter affären har Vattenfall tvingats till kraftiga nedskrivningar av värdet på Nuon, vilket drastiskt försämrat Vattenfalls finanser. En månad innan affären blev klar skrev Widding till Vattenfalls dåvarande finanschef Dag Andresen där hon varnade för affären och anförde att Vattenfall, för att klara sina avkastningskrav, borde betala högst 70 miljarder kronor. Denna kontakt blev mycket uppmärksammad vid KU-utfrågningen om Nuon-affären 2014, där Vattenfalls tidigare styrelseordförande Lars Westerberg medgav att Widding fick rätt, men "utan att veta varför hon hade rätt", då han inte trodde att hon kunde förutspå finanskrisen i Sverige 2008–2009.
Widding kritiserade 2015 avvecklingen av Vattenfalls engagemang i kolkraft i Tyskland, vilken enligt henne skedde alltför kortsiktigt. Hon menade att Sverige borde "ta på sig ledartröjan och i stället för att krypa ifrån ansvar och bara sälja kolkraftverken, hitta ett sätt att påskynda omställningen av dessa så att de går att köra dem fossilfritt inom en rimlig tid".
Widding pekade 2019 på att utvecklingen i Sverige där flera kärnkraftsreaktorer stängts och ersatts med vindkraft innebär stora risker för elnätets stabilitet och försörjningstrygghet på grund av vindkraftens varierande produktion. Hon hävdade också att lönsamheten i vindkraftsprojekt är kraftigt överskattad, då elpriserna är låga när de producerar som mest och omvänt.

### Politisk karriär
Inför riksdagsvalet 2022 engagerade sig Widding i Sverigedemokraterna, och hon var nummer 12 på deras riksdagslista. I sin kampanj gjorde hon bland annat ett tiotal YouTube-inlägg, på sin kanal Klimatkarusellen, med fokus på klimatpolitik under rubriken "Elsa Widding inför valet". Hon blev invald som tredje namn och utsågs till ledamot i miljö- och jordbruksutskottet. I mars 2023 meddelade Sverigedemokraterna att Elsa Widding på egen begäran skulle lämna platsen i miljö- och jordbruksutskottet och istället ta plats som suppleant i skatteutskottet.
Den 1 maj 2023 meddelade Widding att hon lämnade Sverigedemokraterna men att hon avsåg att stanna kvar i riksdagen som politisk vilde. I januari 2024 tillkännagav hon medlemskap i partiet Mänskliga rättigheter och demokrati för att elva dagar senare meddela att hon lämnade även det partiet.

### Ställningstaganden i klimatdebatten
Widding har engagerat sig i debatten kring global uppvärmning med kritiska åsikter om de slutsatser som FN-organet IPCC har publicerat i ett antal rapporter. Hon hävdade år 2019 att klimatfrågan hade utvecklats till en mångmiljardindustri, där alarmistiska budskap är kraftigt vilseledande för beslutsfattare och allmänhet. Hon beskrivs i media som en av de mest aktiva svenska klimatskeptikerna.
Hon framför sina uppfattningar i klimatfrågan på sin egen YouTubekanal. Hon medverkar återkommande på Klimatrealisternas blogg Klimatupplysningen, där hon bland annat redovisar olika avsnitt och moment från sin bok Klimatkarusellen, som gavs ut 2019. Hennes ståndpunkter i klimatfrågan har tagits upp och ifrågasatts i boken Spelet om klimatet (2021), där klimatdebattören Maths Nilsson beskriver hur Widding, för att hävda sin hypotes att observerad klimatuppvärmning inte beror på antropogena utsläpp, väljer ut en artikel bland tusentals. Nilsson menar att Widding i ett slags körsbärsplockning bortser från att många fler artiklar hävdar motsatsen. 
I september 2021 sände SVT ett reportage som granskade Widdings ståndpunkter. Där framgick att flera påståenden baserades på underkända vetenskapsrapporter och feltolkad statistik. Programmet fick flera anmälningar till Granskningsnämnden för radio och TV, som dock i mars 2022 friade inslaget då det inte ansågs strida mot kraven på opartiskhet och saklighet.
År 2022 utgav Widding och åtta medförfattare boken Sunt förnuft om Energi & Klimat om "politikernas och mediernas syn i energi- och klimatfrågan och vad det leder till". Bokens hypotes är att det saknas vetenskapligt stöd för att det råder en klimatkris och att en tro på en "brinnande klimatkris" kan få oönskade konsekvenser. Boken recenserades i Göteborgs-Posten av Maths Nilsson som skrev att "Korrekt information blandas med faktafel, ensidig data och sedan länge motbevisade myter", samt att det är förnekelse att påstå att sakkunniga inte oroar sig för klimatförändringarna.
I sitt första anförande i riksdagen i oktober 2022 uttalade Widding bland annat "Att vi skulle befinna oss i en klimatkris anser jag saknar vetenskapligt stöd" och att "Allt vi gör inom klimatområdet [i Sverige] är symbolpolitik". I anförandet vidareutvecklade hon sitt resonemang med att "om exempelvis Sverige minskar sina utsläpp från dagens 0,14 procent av de globala utsläppen till noll, allt annat lika, så kommer temperaturen vid seklets slut enligt IPCC att sjunka med ynka 0,0027 grader, det vill säga ingenting". Hennes debutanförande kritiserades av bland andra klimatforskaren Michael Tjernström vid Stockholms universitet, klimatforskaren Markku Rummukainen vid Lunds universitet och nationalekonomen John Hassler vid Stockholms universitet, alla tre professorer.
Widding är en av de svenska undertecknarna av ett upprop publicerat 2019 från Climate Intelligence (CLINTEL) med rubriken "Det finns ingen klimatkris", och som starkt motsätter sig "den skadliga och orealistiska CO2-nollpolitiken som föreslagits för 2050".

### Ställningstaganden i vaccin-debatten
Under covid-19-pandemin spred Widding ovetenskapliga uppgifter om covid-19-vaccinet från antivaccinationssidor. Knappt ett år efter att hon lämnat Sverigedemokraterna meddelade Widding att hon blivit medlem av partiet Mänskliga rättigheter och demokrati, ett parti som bildades under coronapandemin i protest mot vaccinkrav. Hon lämnade dock partiet efter elva dagar, men önskade samtidigt partiet lycka till i framtiden och hävdade att partiet gör ett ”bra och viktigt arbete” i deras kampanjande mot Världshälsoorganisationen (WHO).

### Familj
Elsa Widding var under en tid gift med Peter Widding (1953–2024), son till Nils Widding och brorson till Lars Widding.
Hon har även varit sambo med Matts Ekman, tidigare vice vd och finansdirektör på Vattenfall.